# 136 aC
El 136 aC  va ser un any del calendari romà prejulià. Durant la República i l'Imperi Romà es coneixia com l'Any del Consolat de Fil i Serrà o també any 618 Ab urbe condita o de la fundació de la ciutat). L'ús del nom «136 aC» per referir-se a aquest any es remunta a l'alta edat mitjana, quan el sistema Anno Domini va ser el mètode de numeració dels anys més comú a Europa.

## Esdeveniments

### Imperi Part
- Fraates II és rei de Pàrtia a la mort del seu pare Mitridates I.[2]

### República Romana
- Aquest any són elegits cònsols Luci Furi Fil i Sext Atili Serrà. Atili Serrà obté la Gàl·lia Cisalpina com a província.[3]
- Furi Fil va a Hispània.[4]

### Hispània
- Luci Furi Fil rep el govern d'Hispània Citerior en plena revolta numantina, però rebutja entrar en combat. El senat romà li encarrega de lliurar als numantins a Gai Hostili Mancí, cònsol el 137 aC, que havia signat la pau amb la intervenció del seu qüestor Tiberi Grac. El tractat reconeixia, segons Apià, la independència de Numància i el seu territori. Però el senat romà va refusar aquest acord i ordena lliurar el cònsol, als numantins, i es va promulgar una llei, la Llei Furia Atilia, que ho ordenava. Per entregar al cònsol, Furi Fil escull com a llegats a Quint Pompeu Aule i Quint Cecili Metel Macedònic, dos dels seus grans enemics perquè es veiessin obligats a donar testimoni de la seva integritat.[4]
- Hostili Mancí estava d'acord en ser entregat, però els numantins no el van voler acceptar. Va tornar a Roma i va prendre seient al senat, el tribú Publi Rutili II l'expulsa, amb l'excusa que havia perdut la ciutadania en ser lliurat a Numància, però com que el lliurament no havia tingut lloc sorgeix un conflicte jurídic. En general es considera que ha perdut els drets civils, però el que se sap, segons diu Aureli Víctor, és que posteriorment va ser elegit pretor.[5]
- El procònsol Marc Emili Lèpid Porcina, cònsol a Hispània l'any anterior, segueix atacant els vacceus acusant-los d'haver ajudat els numantins. El Senat Romà li ordena parar el conflicte, però Lèpid ja ha començat l'atac amb l'ajuda del seu parent Dècim Juni Brut, governador de la Hispània Ulterior i un general amb experiència, però no aconsegueix cap èxit i es limita a devastar el territori dels vacceus (la moderna província de Palència) i assetjar Pallantia, la seva capital. Finalment s'ha de retirar per manca de subministraments i perd una part de les seves forces. Quan la notícia se sap a Roma és privat del seu govern proconsular i condemnat a pagar una multa.[6]